# Omar Jarun
Omar Jarun (arabe : عمر جارون) est un ancien footballeur international palestinien né le 10 décembre 1983 à Koweït City au Koweït. Il évoluait au poste de défenseur avant de se reconvertir comme entraîneur en novembre 2017.

## Biographie

### Avant sa carrière
Omar Jarun nait au Koweït en 1983 mais grandit à Peachtree City (Géorgie) aux États-Unis avec sa famille.
Il part étudier à l'université de Memphis puis à l'université de Dayton où il pratique le soccer universitaire.

### Carrière professionnelle
En 2004, il signe à Fort Wayne Fever où il marque un but en six rencontre, avant de s'engager pour le Chicago Fire Premier en 2005.
Il passe ensuite professionnel avec les Silverbacks d'Atlanta en 2006 puis avec le club canadien des Whitecaps de Vancouver en 2008 avant de lancer véritablement sa carrière en Europe le 29 janvier 2009 où il est transféré en Pologne dans le club de Flota Świnoujście.
Après une bonne saison, il change de club le 8 janvier 2010 et s'engage avec le club de Pogoń Szczecin.
Le 27 juillet 2012, il est transféré à Royal Charleroi Sporting Club. Un an plus tard, son contrat est rompu d'un commun accord.

## Palmarès

### En club
- Avec les  Whitecaps de Vancouver :
- Finaliste de la USL-1 en 2009.
- Avec le  Pogoń Szczecin :
  - Finaliste de la Coupe de Pologne en 2010